# Serie A2 2004-2005 (hockey in-line)
La Serie A2 2004-2005 è la 7ª edizione del campionato italiano di secondo livello di hockey in-line. Il torneo ha avuto inizio l'11 dicembre 2004 e si è concluso il 3 aprile 2005.
Il torneo è stato conquistato dall'Edera Trieste (girone A) e dall'Empoli per la prima volta nella sua storia conseguendo la promozione in Serie A1 2005-2006.

## Squadre partecipanti
Girone A
- Canguri Brebbia
- Edera Trieste
- Falchi Parma
- Fiamma Gorizia
- Milano 24
- Polisportiva Spinea
- Roller Lodi

Girone B
- Aurora Scandicci
- Braccobaldo Napoli
- Catania Flames
- Città di Messina
- Empoli
- Garibaldi Reggio Calabria
- GP Sinnai
- Latina
- Pattinatori San Benedetto
- Pirati Civitavecchia
- Phoenix Palermo
- SC Massa
- Taranto

## Girone A

### Classifica finale
|  | Pos. | Squadra             | Pt | G  | V  | N | P | GF  | GS  | DR  |
|  | ---- | ------------------- | -- | -- | -- | - | - | --- | --- | --- |
|  | 1.   | Edera Trieste       | 34 | 12 | 11 | 1 | 0 | 115 | 33  | +82 |
|  | 2.   | Milano 24           | 29 | 12 | 9  | 2 | 1 | 75  | 33  | +42 |
|  | 3.   | Fiamma Gorizia      | 23 | 12 | 7  | 2 | 3 | 76  | 58  | +18 |
|  | 2.   | Roller Lodi         | 15 | 12 | 5  | 0 | 7 | 58  | 57  | +1  |
|  | 5.   | Polisportiva Spinea | 7  | 12 | 2  | 1 | 9 | 58  | 111 | -53 |
|  | 6.   | Canguri Brebbia     | 7  | 12 | 2  | 1 | 9 | 36  | 91  | -55 |
|  | 7.   | Falchi Parma        | 6  | 12 | 1  | 3 | 8 | 46  | 81  | -35 |

Legenda:
      Promosso in Serie A1 2005-2006.
      Retrocesse in Serie B 2005-2006.
Note:
Tre punti a vittoria, uno per il pareggio, zero a sconfitta.
In caso di arrivo di due o più squadre a pari punti, la graduatoria finale è stilata secondo la classifica avulsa tra le squadre interessate che prevede, in ordine, i seguenti criteri:
- punti negli scontri diretti;
- differenza reti negli scontri diretti;
- differenza reti generale;
- reti realizzate in generale;
- sorteggio.

Castelli Romani penalizzato di tre punti.

## Girone B

### Gruppo B1

#### Classifica finale
|  | Pos. | Squadra                   | Pt | G  | V  | N | P | GF | GS | DR  |
|  | ---- | ------------------------- | -- | -- | -- | - | - | -- | -- | --- |
|  | 1.   | Empoli                    | 30 | 10 | 10 | 0 | 0 | 72 | 27 | +45 |
|  | 2.   | Pattinatori San Benedetto | 18 | 10 | 6  | 0 | 4 | 33 | 35 | -2  |
|  | 3.   | Aurora Scandicci          | 16 | 10 | 5  | 1 | 4 | 44 | 31 | +13 |
|  | 4.   | Latina                    | 12 | 10 | 4  | 0 | 6 | 24 | 34 | -10 |
|  | 5.   | Pirati Civitavecchia      | 8  | 10 | 2  | 2 | 6 | 22 | 46 | -24 |
|  | 6.   | SC Massa                  | 4  | 10 | 1  | 1 | 8 | 22 | 22 | 0   |

Legenda:
  Squadra ammessa ai play-off promozione.
      Promosso in Serie A1 2005-2006.
      Retrocesse in Serie B 2005-2006.
Note:
Tre punti a vittoria, uno per il pareggio, zero a sconfitta.
In caso di arrivo di due o più squadre a pari punti, la graduatoria finale è stilata secondo la classifica avulsa tra le squadre interessate che prevede, in ordine, i seguenti criteri:
- punti negli scontri diretti;
- differenza reti negli scontri diretti;
- differenza reti generale;
- reti realizzate in generale;
- sorteggio.

Castelli Romani penalizzato di tre punti.

### Gruppo B2

#### Classifica finale
|  | Pos. | Squadra                   | Pt | G  | V  | N | P  | GF  | GS | DR  |
|  | ---- | ------------------------- | -- | -- | -- | - | -- | --- | -- | --- |
|  | 1.   | GP Sinnai                 | 36 | 12 | 12 | 0 | 0  | 106 | 50 | +56 |
|  | 2.   | Taranto                   | 24 | 12 | 8  | 0 | 4  | 66  | 39 | +27 |
|  | 3.   | Phoenix Palermo           | 22 | 12 | 7  | 1 | 4  | 67  | 63 | +4  |
|  | 4.   | Braccobaldo Napoli        | 19 | 12 | 6  | 1 | 5  | 66  | 37 | +29 |
|  | 5.   | Garibaldi Reggio Calabria | 12 | 12 | 4  | 0 | 8  | 33  | 62 | -29 |
|  | 6.   | Catania Flames            | 11 | 12 | 3  | 2 | 7  | 42  | 64 | -22 |
|  | 7.   | Città di Messina          | 0  | 12 | 0  | 0 | 12 | 9   | 74 | -65 |

Legenda:
  Squadra ammessa ai play-off promozione.
      Promosso in Serie A1 2005-2006.
      Retrocesse in Serie B 2005-2006.
Note:
Tre punti a vittoria, uno per il pareggio, zero a sconfitta.
In caso di arrivo di due o più squadre a pari punti, la graduatoria finale è stilata secondo la classifica avulsa tra le squadre interessate che prevede, in ordine, i seguenti criteri:
- punti negli scontri diretti;
- differenza reti negli scontri diretti;
- differenza reti generale;
- reti realizzate in generale;
- sorteggio.

Castelli Romani penalizzato di tre punti.

### Play-off promozione
|  | Semifinali | Semifinali                | Semifinali                | Semifinali | Semifinali |  |  | Finale | Finale                    | Finale                    | Finale                    | Finale                    |  |
|  |            |                           |                           |            |            |  |  |        |                           |                           |                           |                           |  |
|  | 1A         | Empoli                    | Empoli                    | 11         | 11         |  |  |        |                           |                           |                           |                           |  |
|  | 2B         | Taranto                   | Taranto                   | 0          | 0          |  |  | 1A     | Empoli                    | Empoli                    | Empoli                    | Empoli                    |  |
|  | 1B         | GP Sinnai                 | GP Sinnai                 | 3          | 2          |  |  | 2A     | Pattinatori San Benedetto | Pattinatori San Benedetto | Pattinatori San Benedetto | Pattinatori San Benedetto |  |
|  | 2A         | Pattinatori San Benedetto | Pattinatori San Benedetto | 4          | 3          |  |  |        |                           |                           |                           |                           |  |

## Verdetti
| Verdetto              | Club                                                   |
| --------------------- | ------------------------------------------------------ |
| Promosse in Serie A1  | Edera Trieste Empoli                                   |
| Retrocesse in Serie B | Canguri Brebbia Falchi Parma SC Massa Città di Messina |